# Henryk Filipski
Henryk Jerzy Filipski ps. „Jeremi” (ur. 30 kwietnia 1920 w Warszawie, zm. 25 września 2021 w Nadarzynie) – polski żołnierz podziemia niepodległościowego w okresie II wojny światowej, działacz Narodowej Organizacji Wojskowej oraz Narodowych Sił Zbrojnych, powstaniec warszawski.

## Życiorys
Od początku okupacji niemieckiej działał najpierw w Narodowej Organizacji Wojskowej, a następnie w Narodowych Siłach Zbrojnych.
Wziął udział w powstaniu warszawskim w stopniu podchorążego, jego obszarem działania był I Obwód Śródmieście Północne. Piątego dnia powstania, podczas walk o Dworzec Główny i hotel Victoria, w rejonie ulicy Zielnej został poważnie zraniony w głowę odłamkiem granatnika oraz nogę. Przeszedł zabieg trepanacji czaszki w dawnym Szpitalu Dziecięcym Bersohnów i Baumanów przy ulicy Śliskiej 51. Następnie został przeniesiony przez kolegów do rodziny.
Po kapitulacji powstania trafił wraz z rodzicami do obozu Dulag 121. Wraz z rodziną, z Pruszkowa, został przewieziony do niemieckiego Borken, gdzie został przymusowo zatrudniony w przemyśle niemieckim w Forstverwaltung Bocholt w Nadrenii Północnej-Westfalii. Po wojnie wrócił do Polski, w latach 50. na stałe osiedlił się w Nadarzynie.
W latach 1978–1981 był przewodniczącym Rady Narodowej w Nadarzynie, udzielał się społecznie: działał jako ławnik sądowy oraz radny.
Od lat 90. angażował się w działalność na rzecz upamiętnienia bohaterów powstania warszawskiego. Zabiegał również o prawdę na tematy żołnierzy wyklętych oraz ofiar zbrodni katyńskiej.

## Odznaczenia
- Krzyż Armii Krajowej – 1995
- Warszawski Krzyż Powstańczy – 1996